# Dynamometer

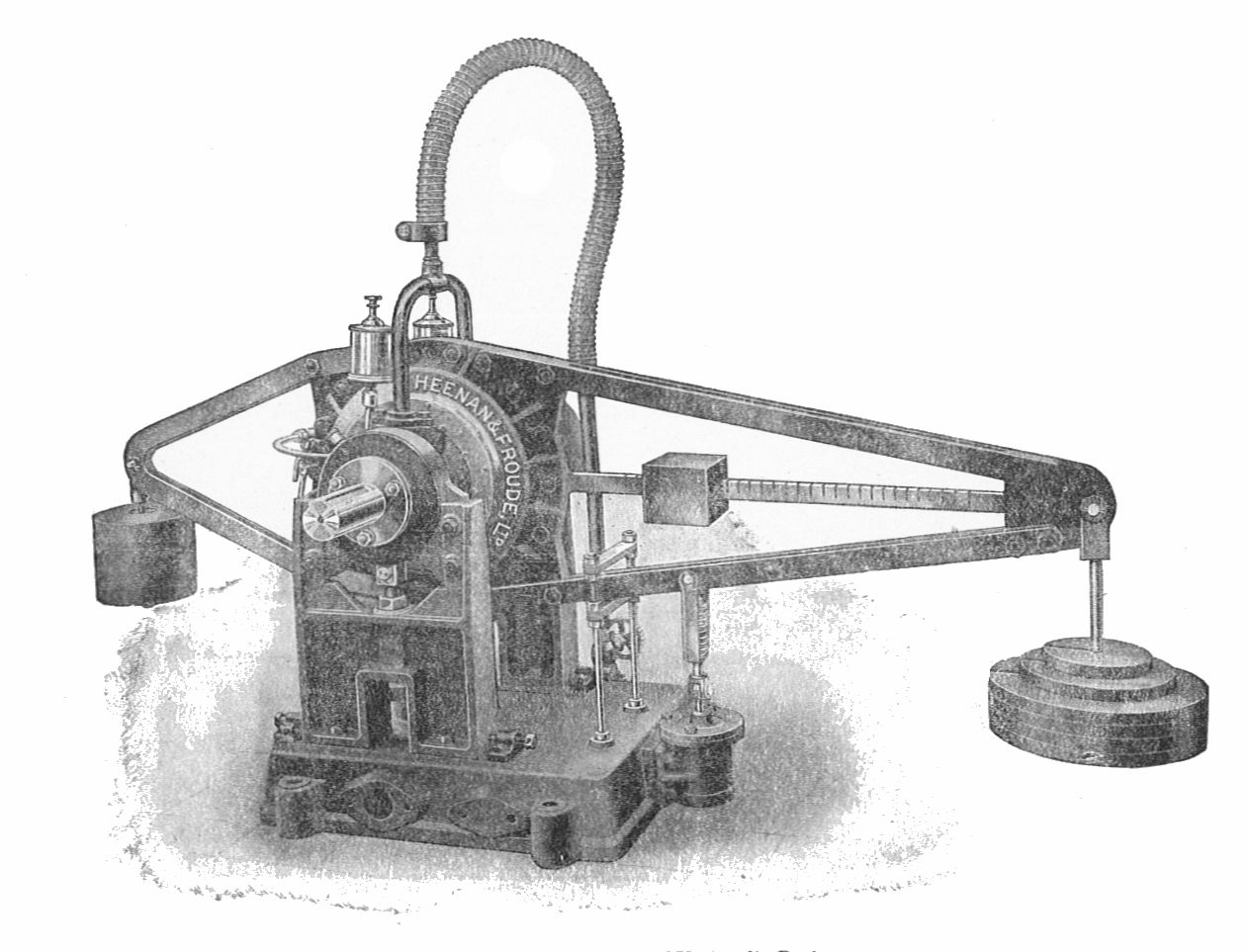
Een hydraulische dynamometer uit 1905.

Een dynamometer (van Grieks dynamis, kracht) wordt in de fysica gebruikt om gelijktijdig het koppel (kracht maal arm) en de rotatiesnelheid van een draaiende machine te meten. Dit gebeurt meestal door middel van een sliprem waaraan via een arm (hefboom) een veer is bevestigd die uitrekt als er meer kracht op wordt uitgeoefend. Als zo'n veer is gekalibreerd door er een schaal op aan te brengen, is de kracht die op de veer wordt uitgeoefend, af te lezen. Hiermee kan vervolgens het koppel (kracht × arm) worden berekend. Het mechanische vermogen volgt dan uit koppel × rotatiesnelheid.
De SI-eenheid van kracht is newton, de eenheid van koppel is newtonmeter, en de eenheid van vermogen is watt.